# Рокол
Рокол је мало стеновито острво, хрид у Атлантском океану.
Стена је део угашеног вулкана и њене координате су 57°35'48" Н, 13°41'19" W. Налази се 301,4 километра северозападно од ненасељеног шкотског острва Сент Килда и на 368,7 километара од малог села Хога Џиред (Hogha Gearaidh) на острву Северни Уист. Североисточно од њега је ирски градић Донегал. Пречник острва Рокол је 25 метара и достиже надморску висину од 22 метра. Једини стални становници овог острва јесу шкољке и други мекушци. Стену лети користе морске птице попут галебова, блуна и њорки као место за предах/одмориште. На Роколу је немогуће живети. На острву нема природног извора воде.